# Дигай Гліб Григорович
Гліб Григорович Дигай (29 серпня 1922, село Покровське, тепер Неклинівського району Ростовської області, Російська Федерація — 3 березня 2007, місто Кишинів, Молдова) — молдавський радянський діяч, 1-й секретар Єдинецького районного комітету КП Молдавії, завідувач відділу організаційно-партійної роботи ЦК КП Молдавії. Член ЦК КП Молдавії в 1961—1990 роках. Кандидат у члени Бюро ЦК КП Молдавії з лютого 1971 до лютого 1986 року. Депутат Верховної Ради Молдавської РСР 6—11-го скликань. Народний депутат СРСР (1989—1991).

## Біографія
Народився в родині робітника в селі Покровське біля Таганрога (за іншими даними — в місті Таганрозі).
З серпня 1941 до листопада 1946 року — в Червоній армії, учасник німецько-радянської війни. Служив старшиною телефонно-кабельної роти 8-го гвардійського окремого батальйону зв'язку 1-го гвардійського стрілецького корпусу.
Член ВКП(б) з 1942 року.
У 1947—1951 роках — комсомольський організатор (комсорг) ремісничого училища, інструктор Тирновського районного комітету КП Молдавії.
У 1951—1955 роках — завідувач відділу партійних, профспілкових та комсомольських органів Бендерського районного комітету КП Молдавії; секретар партійної організації Бендерської машинно-тракторної станції (МТС).
З 1955 року — секретар Калараського районного комітету КП Молдавії по зоні Калараської МТС.
У 1960 році закінчив Кишинівську Вищу партійну школу при ЦК КП Молдавії.
У 1960—1961 роках — відповідальний працівник апарату Ради міністрів Молдавської РСР; відповідальний працівник апарату ЦК КП Молдавії.
У 1961—1962 роках — 1-й секретар Єдинецького районного комітету КП Молдавії.
У 1962 році — парторг ЦК КП Молдавії Братушанського територіально-виробничого колгоспно-радгоспного управління.
У грудні 1962—1963 роках — завідувач відділу партійних органів ЦК КП Молдавії та член Бюро ЦК КП Молдавії із керівництва промисловим виробництвом.
У 1963—1965 роках — завідувач відділу партійних органів ЦК КП Молдавії.
У 1965—1986 роках — завідувач відділу організаційно-партійної роботи ЦК КП Молдавії.
У лютому 1986 — липні 1987 року — заступник голови Президії Верховної ради Молдавської РСР.
З 1987 року — персональний пенсіонер, голова Молдавської республіканської ради ветеранів війни та праці.
У 1989 році обраний народним депутатом СРСР від Всесоюзної організації ветеранів війни та праці. З 1989 до 1991 року був головою підкомітету Комітету Верховної Ради СРСР у справах ветеранів та інвалідів.
Помер 3 березня 2007 року в Кишиневі. Похований на Вірменському цвинтарі Кишинева.

## Звання
- капітан

## Нагороди
- орден Жовтневої Революції
- орден Вітчизняної війни ІІ ст. (6.04.1985)
- три ордени Трудового Червоного Прапора
- орден Дружби народів (27.08.1982)
- орден Червоної Зірки (6.12.1944)
- медаль «За оборону Сталінграда»
- медаль «За перемогу над Німеччиною у Великій Вітчизняній війні 1941—1945 рр.» (1945)
- медалі